# نسخه‌های خطی مانوی کلن
نسخه‌های خطی مانوی کُلن (به لاتین: Codex Manichaicus Coloniensis) مجموعه‌ای است از قطعات نسخ خطی روی پوست در ابعاد یک قوطی کبریت که شامل یک بخش از زندگی و تعلیمات مانی است و در سال ۱۹۶۹ میلادی در نقطهٔ نامشخصی از منطقهٔ اَسیوط (لیکوپولیس) در قسمت شمالی مصر کشف شدند. این نسخه کوچک‌ترین نسخهٔ خطی باستانی کشف‌شده تا به امروز است. نسخهٔ خطی قدیمی در همان سالِ کشف به تصرف مؤسسهٔ آلترتومسکونده در دانشگاه کلن درآمد. تلاش ظاهراً مأیوس‌کنندهٔ ترمیم متون خطی چند ماه بعد توسط ای. فاکلمن در وین به شکل موفقیت‌آمیزی انجام پذیرفت. آنچه بدست آمد اولین کار مانوی به‌جای ماندهٔ اصلی بود که به زبان یونانی نوشته شده‌بود. کار بازسازی‌شده شامل قطعاتی از ۹۶ برگ از یک نسخهٔ خطی به ابعاد ۴٫۵×۳٫۸ سانتیمتر و حتی چند قطعهٔ کوچکتر دیگر می‌شد. به خاطر اینکه صفحات آغازین و پایانی از بین رفته‌اند، تعداد اصلی اوراق این دست‌نویس دیگر قابل تخمین زدن نیست. هر صفحه شامل یک ستون نوشته به طول ۲۳ خط است که در یک نوبت نوشته شده است ولی کاملاً خوانا نیست.

## انتشار
گزارش اولیهٔ این کار در سال ۱۹۷۰ توسط آلبرت هنریکس و لودویگ کونن منتشر شد و پس از آن اولین ویرایش متن بین سال‌های ۱۹۷۵ تا ۱۹۸۲ به انجام رسید. از آن زمان تصحیحات و قرائت‌های دیگری که اساساً در «مجلهٔ پاپیروس‌شناسی و کتیبه‌شناسی» و به خصوص توسط رینولد مرکل باخ انجام می‌شد به چاپ می‌رسید. کونن و کورنلیا رومر کارشان را روی این نسخهٔ خطی ادامه دادند، ویرایش کپی آن‌ها با استنساخ یک رونوشت در سال ۱۹۸۵ پدید آمد. تحقیق روی این متن نشان داد که تعدادی از نمونه‌های این قطعات را می‌توان برای تشکیل متنی بلندتر سر هم کرد. این کشف منجر به چاپ دومین ویرایش از نسخهٔ خطی کامل در سال ۱۹۸۸ شد. اگرچه این قسمت از یادداشت‌ها در صفحات ۱۲۱–۱۹۲ نسخهٔ خطی و واژه‌نامه‌ای از کل ویرایش هنوز به اتمام نرسیده ولیکن یک فهرست واژه از اولین ویرایش در سال ۱۹۸۵ به چاپ رسیده است که به خاطر اهمیت زیاد این نسخهٔ خطی بلافاصله موضوع تحقیق محققان مانوی‌شناسی شد. جدای از مقالات تحلیلی که حاصل تلاش ویرایشگران بود، نشست‌هایی که در شهرهای رنده (کالاریا) و کوزنزا به ترتیب در سال‌های ۱۹۸۴ و ۱۹۸۸ انجام شد، کاملاً موقوف به این نسخهٔ خطی بود. مقالاتی که در اولین نشست ارائه‌شده در سال ۱۹۸۶ توسط لوچی سریلو و آمنریس روزنلی منتشر شد و آن مقالاتی که متعلق به دومین نشست بود توسط سریلو به چاپ رسید.

## محتوا
این نسخهٔ خطی مندرس که در کلن نگهداری می‌شود، با جوانی مانی و آغاز مأموریت او سر و کار دارد. به علت آسیب زیادی که به این اوراق، مخصوصاً در آخرین فصل آن وارد شده، گاه حتی اولین پیوندهای منطقی متن هم از بین رفته است. در هر حال گزارش معرفی مانی به فرقهٔ باپتیست الکسیت (صفحه ۱۱) اولین ملاقات قابل تأیید زندگی اوست. مانی در دوران کودکی با فرشتگان نگهبان و قدرت‌های مقدس همراه می‌شود، او رویاهای فوق‌العاده‌ای را که هنوز مفهوم آنها را نمی‌فهمیده، تجربه می‌کند. پایان این دوره نشانه‌های بلوغ و تکامـل در وجود مانی به ظهور می‌رسد. تحریرگران زندگی مانی این نبوغ را در ۲۵ سالگی و حتی زودتر، یعنی در پایان ۱۲ سالگی دانسته‌اند. ملاقات مشخص بعدی با دوست و همزاد روحی او سروش (Syzygo) بوده است که برای دریافت تعالیم در سال ۲۵ام زندگی او رخ داده (صفحات ۱۷ و ۱۸). از آن زمان به بعد شرح زندگی مانی شامل جزئیات بیشتری می‌شود که فعالیت‌های آموزشی، مناقشات او با فرقهٔ باپتیست، شکست او در مناظره و در نهایت جدا شدن از آن‌ها را در بر می‌گیرد. این بخش که اصلی‌ترین قسمت باقی‌مانده از متن است (صفحات ۱۴ تا ۱۱۴) شامل مواعظ تحلیل‌گرایانه و نادمانه نیز هست (برای مثال حقیقت شواهد فارقلیط نزد وحی و درک شایسته از بازگشت مانی). آخرین فصل باقی‌مانده (صفحات ۱۱۴ تا ۱۹۲) آغاز مأموریت جهانی مانی را در اصطلاحات روایی و داستانی پوشش می‌دهد. رخدادهای محسوسی که در این بخش آمده است مثل تغییر کیش پاتیکس، پدر مانی (صفحات ۱۱۸ تا ۱۲۰)، که گفته شده در بندرگاه جنوبی بین‌النهرین از فرات تا خلیج فارس بوده و مشابه این خبر را از گنزک ماد داریم. این تحریرگران تاریخ ظهور مانی را در کاخ شاهنشاه ساسانی، شاپور یکم، مصادف با بیست و شش سالگی مانی می‌دانند.
این اثر عنوان پیچیده‌ای «peri tes genes tou somatos autou» (در اصل بدنهٔ متن) دارد که کونن از دیدگاه پائولین به عنوان مرجعی برای درک کلیسای مانی، پیکرهٔ عارفانه او، به تفسیر و تحلیل آن پرداخت. همچنین این نسخه مثل بخشی از تاریخ جامع کلیسا، تلقی تملق‌آمیزی از مانی است و بنابراین از اینجا به بعد کونن از این برداشت تملق‌آمیز پا پس می‌کشد. چنانچه در موارد بسیاری هم واژهٔ یونانی پیکر soma دقیقاً به جسم مانی دلالت می‌نماید و بنابراین کاربرد این واژه به شخصیت زمینی مؤسس این آیین محدود می‌شود؛ بنابراین تصور می‌شود که این عنوان به باور مانویان در مورد یک مانی غیر مادی دلالت می‌کند که موقتاً در جسم زمینی او محصور شده است.

## فُرم و منشأ
نسخهٔ خطی کلن به بخش‌هایی تقسیم شده است که هر کدام با یک نام یا ساده‌تر بگویم با نام آموزگاران شروع شده، تحریرگران نسخ این افراد را انتقال‌دهندگان متون می‌دانند که در ادامه شرح داده خواهد شد؛ بنابراین این اثر از روی یک متن قدیمی‌تر تألیف شده است. همان‌طور که از اسم برخی از این فرستندگان برمی آید، معلوم است که ایشان از هم‌نشینان و جانشینان مانی بوده‌اند. بعلاوه منابع هم باید مربوط به قرن سوم باشند ولی در آغاز قرن چهارم به صورت متن یکپارچه این نسخه خطی درآمده است. اینکه احتمالاً متن در آغاز به زبان آرامی شرقی (سریانی) نوشته شده‌بوده مورد تأکید برخی چهره‌های زبان‌شناسی است. انتقال‌دهندگان مرتباً از واژه‌ها و نوشته‌های خود مانی استفاده کرده‌اند، برای مثال در نامهٔ او به ادسا. در اوایل اثر «تعلیمات زندهٔ مانی» این گفته دقیقاً تأکید می‌شود. تاریخ دست‌نوشتهٔ ترجمهٔ یونانی بر اساس شواهد خطوط باستانی به قرن پنجم می‌رسد، این زبان مشخصات پساکلاسیک زیادی را به نمایش می‌گذارد و از طرز بیان قدیمی‌ترین نسخهٔ عهد عتیق، سپتوجنت و کتاب عهد جدید مسیحیان پیروی می‌کند.
منابع، موضوعات و اجزای تشکیل‌دهندهٔ این متن توسط هنریکس با استفاده از روش‌های نقد ادبی مورد تجزیه و تحلیل قرار گرفت، اما تاکنون کارکرد ادبی این متن به‌خودی‌خود مورد مطاله قرار نگرفته است. محتوا و طبیعت این اثر نشان می‌دهد که متن متعلق به ژانری است که خوانندگان و شنوندگان زیادی را مخاطب خود ساخته است. از طرف دیگر در سنت مانویان شرقی کارهای ادبی از این قسم شناخته‌شده نیست.
اگرچه متون دیگری هم با مضامین تملق‌آمیز مشابه وجود دارد، ولی اینکه نمونه‌های دیگری وجود داشته باشد که در آن ارسال پیروان در شرحی تملق‌آمیز، منسجم و پیوسته گرد آمده باشد، جای تردید دارد. هرچند در غرب آن اثر موسوم به «تاریخ کلیسای قبطی» که در مدینة ماضی در مصر پیدا شد و اکنون مفقود شده است، خیلی شبیه بود. همین‌طور گزارش‌هایی که تحت نام نویسندگان داده شده بود به خاطر اینکه کارهای اخیر با مرگ مانی و متعاقباً با سرنوشت کلیسا مربوط می‌شود، می‌تواند به شکلی هدایت شود که هر دو تألیف قسمت‌هایی از یک تاریخ جامع‌تری از کلیسای مانوی به آرامی، یونانی و قبطی باشند و اولین بخش آن در نسخهٔ خطی مانوی کلن حفظ شود.

## اهمیت تحقیق در مانویت
روایتی که در نسخهٔ خطی مانوی کلن آمده است از اجتماعات تملق‌آمیزی پیروی می‌کند که در بسیاری از مکان‌ها بر اساس الگوی زندگی مسیح شکل گرفته و آمیخته‌ای از موضوعات عامه‌پسند است اما موضوعات تاریخی را هم در بر می‌گیرد گه برای پژوهش‌های مانوی‌شناسی بیشترین اهمیت را دارند. در این متن ادعا شده است که مانی در اجتماعی یهودی- مسیحی که اکاسای مؤسس آن محسوب می‌شد، بزرگ شده است. آنچه از قبل در مورد این چهرهٔ افسانه‌ای می‌دانستیم اغلب با اعمال معمول بانپیست‌هایی که مانی می‌شناخت (مثل امتناع از ازدواج)، هم‌خوانی نداشت. با دفاع از این باپتیست‌ها به‌عنوان الکسائیت‌ها معبد مورد تردید قرار گرفت. بیشتر محققین گواهی نسخهٔ خطی مانوی کلن را همچنان معتبر می‌دانند به شرط اینکه تعالیم بنیانگذار فرقه به گونه‌ای باشد که بتواند اعمال واقعی پیروانش را اصلاح کند.
اینکه اکلاسای در سنت مانوی شناخته شده بود و اینکه او احتمالاً با ملتزمین خودش به عنوان طرفداران اولیه دیدگاه‌های مانی اختلاف‌نظرهایی البته غیر تاریخی پیدا کرده‌بود، قطعی است. این مسئله که با مراجعه به الکاسای در یک قطعهٔ مانوی پارتی تأیید می‌شود، در روایت‌های قدیمی‌تر متداول، قابل ردیابی است. یک متن عربی قرن دهم هم این موضوع را تأیید می‌کند. متنی که از al-H-s-y-h بنیانگذار فرقهٔ مغتسله، یک فرقهٔ باپتیست جنوب بین‌النهرین که با مانویان مرتبط بوده، به دست آمده است. اگرچه دلیلی وجود ندارد که به ادعای نسخهٔ خطی مانوی کلن مبنی بر اینکه مانی بیش از آنکه محصول جامعهٔ مغتسله باشد، رشدیافتهٔ جامعهٔ شرقی مسیحی است، شک کنیم. مسئله‌ای که برای فهم پیشینهٔ عقیدتی و مذهبی مانی بسیار اهمیت دارد، اولین معلمان اعضای یک فرقهٔ قطعاً ضد مسیحی و تحت تأثیر شدید ایرانیان نبودند، بلکه پیرو مسلکی یهودی- مسیحی بودند که به تأثیر تشریفات مذهبی و غسل تعمید معتقد بودند. عقاید گنوستیکی در این تعلیمات جدید به اختلافات مانی با معلمانش دامن زد. به راستی تعلیمات مانی در اصل و اساس آن چیزی بود که مسیحیان ارتدکس قرون وسطی آن را یک ارتداد مسیحی می‌نامیدند.
نسخهٔ خطی مانوی کلن یک متن متعصبانه نیست. موضوعات آن متأثر از یک عقیدهٔ دینی پیشرفته است؛ بنابراین آرزوی کشف تعلیمات این متن مانی به شکل ریشه‌ای جدای از هستی‌شناسی ثنوی بعدی هنوز محقق نشده است. در حقیقت بارها در این نسخهٔ خطی از آفرینش ثنوی سخن به میان آمده است.

## اهمیت مطالعات ایرانی
از دیدگاه مطالعات ایرانی مهم‌ترین عنصر در این نسخهٔ خطی تقارن زمانی است که از گزارشات ۲۵ سالگی مانی استخراج می‌شود: «[وقتی که من] ۲۴ ساله بودم، سالی که اردشیر شاه پارس، شهر هترا را تحت انقیاد خودش درآورد و پسرش شاپور را برای پادشاهی آنجا برگزید در روز هشتم ماه فارموتی بر طبق تاریخ قمری [به عبارت دیگر در ۱۷ یا ۱۸ آوریل سال ۲۴۰ با احتساب غروب روز اول تا دوم]». ماری لوئیس شومون مشاهده کرد که عبارت diádēma mégiston (بر تخت نشستن) با عبارت پهلوی LB dydymy در کتیبهٔ پایکولی مشابه است. دلیل ندارد که با وجود اینکه مسلم است که مانی به خوبی در جریان رویدادهای زمان خودش بوده است، تردید کنیم در اینکه این الفاظ از خود او نبوده‌باشد. هنریکس و کونان (۱۹۷۰، ص ۱۲۶) گفته‌اند که این ارجاع بیش از آنکه به زمان شاپور اول برگردد، به موقع تسخیر هترا توسط اردشیر شبیه است. همچنین تئودور نلدکه و حسن تقی‌زاده، گاهشماری باستان را با سلطنت اردشیر انطباق داده‌اند. با وجود این هر دو اذعان کرده‌اند که هر دو تاریخ اوایل (۲۹۳ م) و اواخر (۲۴۱) برای آغاز پادشاهی رسمی شاپور یکم محتمل است. اگرچه تصور می‌کنند که احتمال تاریخ اول بیشتر است.
بنابراین نسخهٔ خطی مانوی کلن تحریرگران را بر آن داشت که تاریخ اول را (که مصادف بود با ۱۲ آوریل یا ۱ نیسان سال ۲۴۰) برای تاج‌گذاری شاپور یکم به‌عنوان پادشاه ایران بپذیرند. باید دقت داشت که اصلاً در خود نسخهٔ خطی تاریخی ذکر نشده است، اما از مجموع این گزارش در نسخهٔ خطی کلن و گزارش ابن الندیم در مورد تاریخ اولین حضور عمومی و رسمی مانی به دست آمده است. در حقیقت گزارش‌های مربوط به حضور مانی در اول نیسان و ندای او برای علنی‌کردن تعلیماتش در هشتم نیسان با هم نمی‌خوانند. ممکن است که گردآوری گزارش‌ها توسط ابن الندیم بر مبنای تجسس‌های تاریخی متفاوت و به شکل غیر نقادانه صورت گرفته باشد.
روت آلتهایم-اشتیل بر اساس بررسی کتیبه‌ای از روی سنگ یادبود بیشاپور ادعای مهمی را مطرح کرد و آن تعیین تاریخ ۲۳۹ تا ۲۴۰ میلادی برای تاج‌گذاری شاپور یکم بود. فقط تاریخ‌های ۲۲۳ تا ۲۲۴ برای جلوس اردشیر و ۲۳۹ تا ۲۴۰ برای شاپور با دورهٔ مذکور در سنگ یادبود و تاریخ‌های کتیبه هم‌خوانی دارد. از طرف دیگر از نسخهٔ خطی مانوی کلن چنین بر می‌آید که تاریخ‌گذاری جدیدی که در مورد حکمرانی اردشیر داده است، صحیح نیست، زیرا او باید در آوریل ۲۴۰ تا آوریل ۲۴۱ زنده بوده باشد. پیشنهاداتی برای حل این مسئلهٔ دشوار ارائه شده است، اما امکان اختلاف در تاریخ «نشاندن آتش» (یا به عبارت دیگر تاج‌گذاری) دو شاه نخست ساسانی (به ترتیب در سال‌های ۲۲۳ تا ۲۲۴ و ۲۳۹ تا ۲۴۰) و سال‌های نخستین حکمرانی رسمی آن‌ها (۲۲۶ تا ۲۲۷ و ۲۴۱ تا۲۴۲) را باید در نظر داشت. اگر واقعاً مانی در سن ۲۶ سالگی (۲۴۱ تا ۲۴۲ مطابق با صفحهٔ بازسازی‌شده ۱۶۲ این نسخه خطی) در قصر شاپور یکم که عزادار مرگ پدرش بوده است، حاضر شده باشد به این فرضیه قدیمی متواتر که مدعی است اردشیر در این سال از دنیا رفته بوده، اعتبار می‌بخشد.